# Lieu-dit

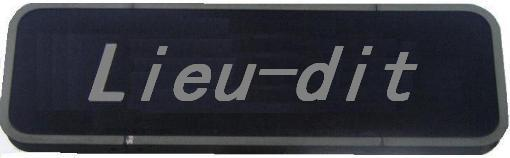
Schild zur Kennzeichnung eines Lieu-dit

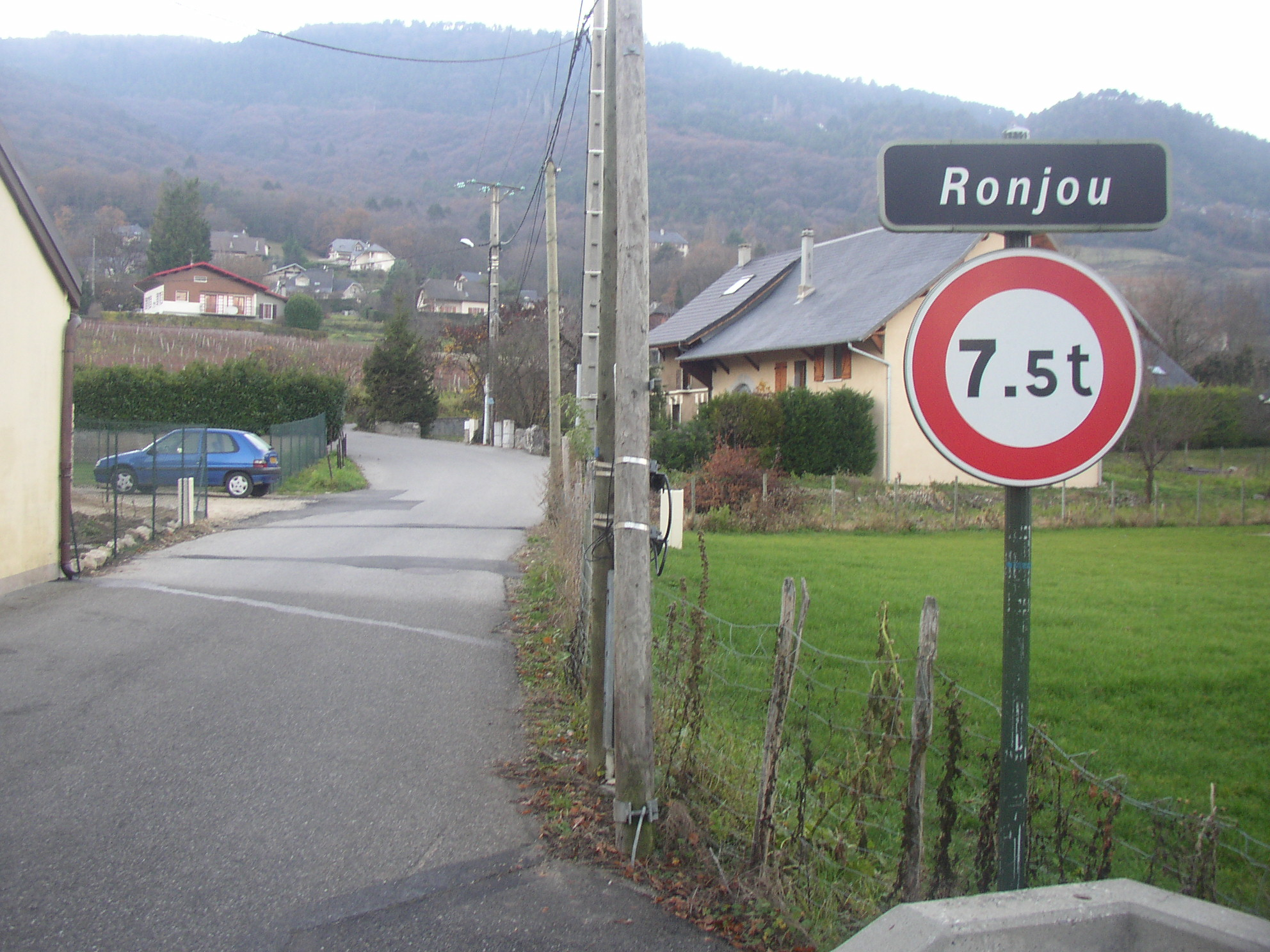
Lieu-dit Ronjou bei Saint-Baldoph (Savoie)

Ein Lieu-dit („Ort, der einen Namen trägt“) bezeichnet im französischsprachigen Raum einen kleinen benannten geographischen Ort. Ein Lieu-dit ist meist benannt nach:
- einem ehemaligen Bewohner oder Besucher:
  - Chez-Maurice (Département Haute-Savoie)
  - Saint-Aubin-des-Chaumes, Saint-Brisson etc.
  - la Ville Hamon, la Ville Juhel etc.
  - Parc des Princes (Boulogne-Billancourt)

- einer geographischen Besonderheit:
  - Bel-Air, Beausoleil
  - le Bout du Monde (Sixt-Fer-à-Cheval)
  - le Val du Puits
  - Bois Joly (Île-d’Aix)
  - Sept Fontaines (Belgien)

- seiner lokalen Geschichte:
  - le Camp de César
  - la Mi-Voie
  - le Saut des Français (Duranus)
  - l’Ermite (Belgien)

- einer ehemaligen Siedlung:
  - Moncourt

- seiner Bestimmung:
  - les Hautes Granges (die großen Scheunen)
  - les Closeries (die kleinen Bauernhöfe)
  - la Vénerie (die Hetzjagd)

Im Gegensatz zum Hameau („Weiler“) muss ein Lieu-dit nicht bewohnt sein; eine deutschsprachige Entsprechung wäre in diesem Fall Flurname.

## Önologie
In der Önologie wird der Begriff Lieu-dit dazu verwendet, die einzelnen Weinlagen einer Appellation näher anzugeben. In den Weinbaugebieten von Burgund ist dazu der Begriff Climat gleichbedeutend.